# All Out (2019)
All Out (2019) foi um evento de wrestling profissional produzido pela All Elite Wrestling e transmitido em formato  pay-per-view (PPV). O evento aconteceu em 31 de agosto de 2019 na Sears Centre Arena no subúrbio de Chicago em Hoffman Estates, Illinois.
Dez lutas foram disputadas no evento, incluindo duas no pré-show. No evento principal, Chris Jericho derrotou Adam Page para se tornar o primeiro Campeão Mundial da AEW. Em outras lutas importantes, Lucha Brothers (Pentagón Jr. e Rey Fénix) derrotaram The Young Bucks (Matt Jackson e Nick Jackson) em uma luta de escadas para reterem o AAA World Tag Team Championship, Cody derrotou Shawn Spears e Pac derrotou Kenny Omega pela paralisação do árbitro. O cinturão do AEW Women's World Championship também foi revelado, com Nyla Rose e Riho vencendo suas respectivas lutas para se enfrentarem pelo título no episódio de estreia do Dynamite em 2 de outubro de 2019.
O evento recebeu críticas positivas dos críticos, com a maioria dos elogios sendo esbanjados na luta de escadas.

## Produção

### Conceito
Durante o evento inaugural da All Elite Wrestling, o Double or Nothing, o All Out foi agendado como uma sequência do All In e seria realizado um dia antes do primeiro aniversário do All In. Foi acompanhado pelo Starrcast III ocorrendo no mesmo fim de semana. Os ingressos para o evento esgotaram em 15 minutos.
Conforme revelado em um vídeo da web postado pela Diretora de Marca da AEW, Brandi Rhodes, em 19 de junho de 2019, o cinturão do AEW Women's World Championship seria revelado no All Out. Rhodes não revelou nenhum detalhe de quando ou como a primeira campeã seria determinada.
Em 12 de agosto, foi anunciado que o evento estaria disponível para compra no Reino Unido na ITV Box Office e que o pré-show "Buy In" de uma hora seria transmitido ao vivo pela ITV4.
Em 27 de agosto, o Cracker Barrel Old Country Store foi anunciado como o patrocinador principal de uma das lutas do evento.
Em 30 de agosto, um dia antes do All Out, a TNT exibiu um especial de televisão de uma hora chamado Countdown to All Out. Houve 390.000 visualizações para este programa de televisão, que promoveu a exibição do All Out via B/R Live.

### Rivalidades
All Out compreendeu dez lutas de wrestling profissional, incluindo duas no pré-show. As lutas envolveram lutadores diferentes de rivalidades e histórias preexistentes. Os lutadores retrataram heróis, vilões ou personagens menos distintos em eventos programados que criaram tensão e culminaram em uma luta ou série de lutas. As histórias foram produzidas na série do YouTube dos The Young Bucks, Being The Elite, e na série do YouTube da AEW, The Road to All Out.
Na preparação para o Double or Nothing no canal da AEW no YouTube, foi revelado que o vencedor da Casino Battle Royale, realizado durante o pré-show do evento, enfrentaria o vencedor do evento principal do Double or Nothing em uma data futura para determinar o primeiro Campeão Mundial AEW. A batalha real foi vencida por Adam Page, enquanto Chris Jericho derrotou Kenny Omega no evento principal, estabelecendo a luta pelo título, que estava marcada para o All Out. Após a luta de Page no Fight for the Fallen, Jericho atacou Page. Mais tarde naquela noite, Page voltou e atacou Jericho durante a promo no ringue do último.
Na conclusão do Double or Nothing, Jon Moxley apareceu da multidão, confirmando que ele havia assinado com a AEW, e atacou Chris Jericho e Kenny Omega. Este último lutou e brigou no palco de entrada, onde Moxley arremessou Omega do palco com um fireman's carry takeover. Mais tarde, uma luta entre Omega e Moxley foi marcada para All Out. No Fyter Fest, Omega atacou Moxley após a luta do último. Em 23 de agosto, no entanto, Moxley anunciou que não poderia competir no All Out devido a uma lesão no cotovelo. Foi então confirmado que Pac iria substituir Moxley depois que a AEW e a Dragon Gate resolveram suas diferenças criativas, o que impediu Pac de competir no Double or Nothing e eventos subsequentes, fazendo a luta de estreia de Pac na AEW.
Durante o pré-show do Fyter Fest, os Best Friends (Chuck Taylor e Trent Beretta) derrotaram SoCal Uncensored (representado por Frankie Kazarian e Scorpio Sky) e Private Party (Isiah Kassidy e Marq Quen) em uma luta three-way de duplas, enquanto no Fight for the Fallen, The Dark Order (Evil Uno e Stu Grayson) fizeram sua estreia no ringue da AEW derrotando Angélico e Jack Evans e Jungle Boy e Luchasaurus, também em uma luta three-way de duplas. Com suas respectivas vitórias, Best Friends e The Dark Order avançaram para o All Out por uma oportunidade de avançar no torneio pelo AEW World Tag Team Championship.
Em 16 de março no Rey de Reyes da AAA, os Young Bucks (Matt Jackson e Nick Jackson) derrotaram os Lucha Brothers (Pentagón Jr. e Rey Fénix) para vencerem o AAA World Tag Team Championship, e eles retiveram em uma revanche no Double or Nothing. Em junho, os Lucha Brothers recuperaram os títulos no Verano de Escándalo da AAA. Após a luta dos Lucha Brothers no Fight for the Fallen, eles desafiaram os Young Bucks para uma luta de escadas no All Out com seus títulos em jogo e os Bucks aceitaram.
Depois que a luta de Cody e Darby Allin chegou ao limite de tempo no Fyter Fest, Shawn Spears apareceu e deu uma cadeirada na cabeça de Cody, resultando em Cody recebendo 12 pontos na cabeça. Em uma entrevista com Jim Ross, Spears explicou que achava que Cody era seu amigo até que Cody o chamou de "mão boa", sentindo que Cody o havia desrespeitado, e foi por isso que o atacou. Ele disse que Cody era uma sanguessuga, desde quando os dois começaram na Ohio Valley Wrestling em 2006. Ele então fez um desafio para a All Out, que foi oficializado.
No Fight for the Fallen, a equipe de Jimmy Havoc, Darby Allin e Joey Janela perdeu para a equipe de Shawn Spears, MJF e Sammy Guevara. Os três se culparam pela perda e brigaram nos bastidores. Uma luta three-way foi marcada mais tarde para o All Out.
No The Road to All Out em 7 de agosto, foi anunciado que o pré-show do All Out apresentaria uma versão feminina do Casino Battle Royale com a vencedora recebendo uma luta pelo AEW Women's World Championship, agendado para  2 na estreia do programa semanal da AEW, mais tarde revelado como Dynamite. Nyla Rose, Britt Baker, Allie, Brandi Rhodes, Teal Piper, Ivelisse e Jazz foram confirmadas para a batalha real de 21 mulheres.  Em 20 de agosto, foi anunciado que Big Swole e Sadie Gibbs também estariam participando. Em 26 de agosto, Awesome Kong confirmou que ela iria competir na Battle Royale em uma entrevista para o New York Post. Em 29 de agosto, Shazza McKenzie foi anunciado como participante.

## Evento
| Função                    | Nome                       |
| ------------------------- | -------------------------- |
| Comentaristas             | Jim Ross (PPV)             |
| Comentaristas             | Excalibur (Pre-show + PPV) |
| Comentaristas             | Goldenboy (Pre-show + PPV) |
| Comentaristas em espanhol | Alex Abrahantes            |
| Comentaristas em espanhol | Dasha Kuret                |
| Comentaristas em espanhol | Hugo Savinovich            |
| Anunciador de ringue      | Justin Roberts             |
| Árbitros                  | Aubrey Edwards             |
| Árbitros                  | Bryce Remsburg             |
| Árbitros                  | Earl Hebner                |
| Árbitros                  | Paul Turner                |
| Árbitros                  | Rick Knox                  |
| Entrevistadora            | Jenn Decker                |

### The Buy In
Duas lutas ocorreram durante o pré-show Buy In. A primeira foi a Casino Battle Royale feminina, no qual a vencedora receberia uma luta contra Riho ou Hikaru Shida pelo AEW Women's World Championship, agendada para o Dynamite em 2 de outubro. Nyla Rose venceu eliminando Britt Baker por último.
Na segunda luta, Private Party (Isiah Kassidy e Marq Quen) enfrentaram Angélico e Jack Evans. Private Party executou um Gin and Juice em Evans para vencerem a luta. Após a luta, Angélico e Evans atacaram Private Party.

### Lutas preliminares
O pay-per-view começou com SoCal Uncensored (Christopher Daniels, Frankie Kazarian e Scorpio Sky) enfrentando Jurassic Express (Jungle Boy, Luchasaurus e Marko Stunt). No clímax, Daniels e Kazarian executaram o Best Meltzer Ever em Jungle Boy e Stunt para vencerem a luta.
Em seguida, Kenny Omega enfrentou Pac. No final, Pac forçou Omega a desmaiar com um Brutalizer para vencer a luta.
Depois disso, Joey Janela, Darby Allin e Jimmy Havoc competiram em uma luta three-way hardcore patrocinada pela Cracker Barrel Old Country Store, batizada de Cracker Barrel Clash . No início da luta, Janela e Allin prenderam Havoc com fita adesiva em uma cadeira, colocaram tachinhas em sua boca e a fecharam com fita adesiva. Mais tarde, Allin tentou um suicide fall com o barril do patrocinador posicionado em cima de Havoc, que estava apoiado em degraus de aço, mas Havoc se moveu, fazendo com que Allin esmagasse o barril no topo dos degraus de aço. No final, Havoc executou um Acid Rainmaker através de um barril em Janela para vencer a luta.
Mais tarde, The Dark Order (Evil Uno e Stu Grayson) enfrentaram os Best Friends (Chuck Taylor e Trent Beretta). Uno e Grayson realizaram um Fatality em Beretta para vencerem a luta. Após a luta, The Dark Order atacou Best Friends. As luzes então se apagaram e Orange Cassidy apareceu no ringue para ajudar os Best Friends.
Na quinta luta, Riho enfrentou Hikaru Shida, na qual a vencedora enfrentaria Nyla Rose pelo AEW Women's World Championship em 2 de outubro no Dynamite . O clímax viu Riho derrotar Shida com um roll up. Após a luta, Nyla Rose desceu para o ringue e encarou Riho.
Em seguida, Cody (acompanhado por sua esposa Brandi Rhodes, Diamond Dallas Page, o cachorro dos Rhodes, Faraó, e MJF, que ficou ao lado do ringue) enfrentou Shawn Spears (acompanhado por Tully Blanchard). Durante a luta, Blanchard tentou interferir várias vezes. Eventualmente, Arn Anderson apareceu, e com o árbitro distraído, Anderson executou um spine buster em Spears. No final, Cody executou um Cross Rhodes em Spears para vencer a luta.
Na penúltima luta, os Lucha Brothers (Pentagón Jr. e Rey Fénix) defenderam o AAA World Tag Team Championship contra The Young Bucks (Matt Jackson e Nick Jackson) em um Escalera De La Muerte (luta de escadas). No final, Pentágon e Fenix realizaram uma combinação Fear Factor/Springboard Double Foot Stomp em uma escada em ponte em Matt e então recuperaram os cintos para reter o título. Após a luta, Santana e Ortiz apareceram (ex-The Latin American Xchange na Impact Wrestling), fazendo sua estreia na AEW, e atacaram os Lucha Brothers e Nick Jackson.

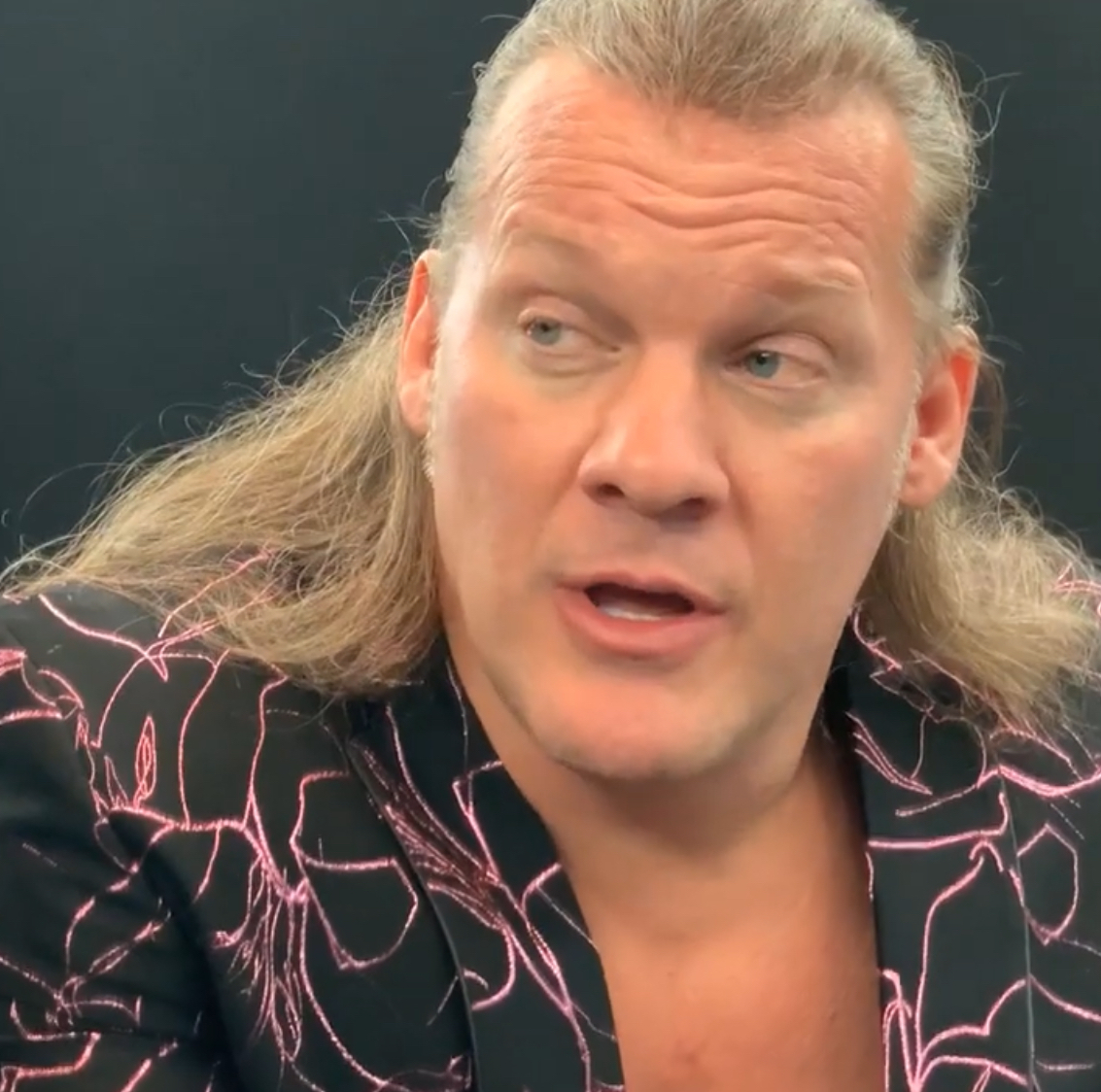
No evento principal, Chris Jericho derrotou Adam Page para se tornar o primeiro Campeão Mundial da AEW.

### Evento principal
No evento principal, Chris Jericho enfrentou Adam Page pelo AEW World Championship. Page tentou um shooting star press em Jericho fora do ringue, mas Jericho rebateu em um Codebreaker. Page tentou um Buckshot Lariat, mas Jericho rebateu em outro Codebreaker. Page realizou um Dead Eye em Jericho que conseguiu o kick out. Page realizou um segundo Buckshot Lariat em Jericho, mas Jericho realizou o Judas Effect em Page para ganhar o título e se tornar o primeiro Campeão Mundial da AEW. Com esta vitória, Jericho se tornou o primeiro lutador a vencer o WCW World Heavyweight Championship, o WWE Championship (na época conhecido como Undisputed WWF Championship), o WWE World Heavyweight Championship e o AEW World Championship.

## Recepção

### Ingressos e compras
All Out, que teve um público esgotado de 10.500 no Sears Center, surpreendentemente apresentou a maior demanda inicial de ingressos para qualquer evento de luta livre profissional realizado na América do Norte. De acordo com o jornalista Dave Meltzer, o número inicial de pay-per-view comprados na televisão americana para a All Out é de aproximadamente 28.000. Em comparação com o Double or Nothing, a All Out teve menos compras de pay-per-view de televisão, mais compras de pay-per-view B/R Live e mais compras de pay-per-view ITV no Reino Unido. Meltzer estimou que, no total, cerca de 100.000 pagaram para assistir ao show, que "mostra poder de permanência", e é um número melhor do que qualquer empresa de wrestling americana historicamente diferente da WWE/WWF e WCW, afirmando que várias outras empresas foram piores apesar de terem programas de televisão proeminentes promovendo seu produto, ao contrário do AEW.

### Recepção da critica
Dave Meltzer do Wrestling Observer Newsletter avaliou All Out como "ótimo": a "atmosfera era tremenda", e havia "o sentimento da história" sobre esse show, que superou o All In e o Double or Nothing. De acordo com Meltzer, a AEW foi "carregada com talento" (incluindo subestimados como Jack Evans e Scorpio Sky) e a "ação e layout em cada luta foram fortes". Meltzer sentiu que o show pode ter tido a melhor luta de escadas de todos os tempos, classificando Young Bucks contra Lucha Brothers em 5,25 estrelas. Essa luta contou com "uma série de acidentes de carro". A outra luta de destaque no show para Meltzer foi Omega-Pac com 4,25 estrelas. No entanto, Meltzer sentiu que a ordem da luta poderia ter sido melhorada, já que a qualidade da luta de escadas e Omega-Pac significava que as lutas que as seguiram (incluindo o "ótimo" evento principal de Jericho-Page) foram "feridos". Além disso, Meltzer observou que Luchasaurus era particularmente popular entre o público ao vivo por suas acrobacias, que foram desencorajadas por sua empresa anterior, a WWE.
Anthony Sulla-Heffinger do Yahoo Sports escreveu que tinha "cinco lições do evento". Primeiro, "a divisão feminina da AEW começa a entrar em foco" ao estabelecer a luta inaugural do AEW Women's World Championship entre as vencedoras da luta, Nyla Rose e Riho. O Casino Battle Royale apresentou com sucesso todas as mulheres na luta, enquanto Sulla-Heffinger sentiu que as performances de Riho a tornam "indiscutivelmente a melhor" lutadora da AEW. Em segundo lugar, Pac "brilha" apesar de ser um substituto de Jon Moxley, com sua luta contra Kenny Omega tendo "excelente psicologia de ringue" e superando as expectativas "do ponto de vista narrativo" com Pac querendo o respeito de Omega. Terceiro, a luta entre Cody e Shawn Spears contou com "uma história rica em lutas profissionais". Em quarto lugar, a combinação de escada de "pura carnificina" pode ser a melhor combinação do ano. Quinto, Jericho tinha “currículo e reputação” para ser o primeiro campeão da AEW.
Justin Barasso, da Sports Illustrated, escreveu que com o All Out, "AEW cumpriu sua missão de fornecer uma alternativa envolvente" para a WWE. Barasso sentiu que Jericho sendo escolhido como o campeão da AEW atrai "interesse e expectativa para a estreia da TNT em 2 de outubro de uma forma que Page simplesmente não consegue". Barasso criticou a perda de Omega para Pac como uma "forma peculiar de apresentar uma das maiores estrelas do wrestling", dada a derrota anterior de Omega na AEW para Jericho, e Barasso prevendo que Omega perderia mais tarde para Moxley na AEW. Cody conquistou "redenção" aos olhos de Barasso, no entanto Barasso ainda não entendeu por que Anderson atacou Spears ou porque Blanchard abandonou Spears. A divisão feminina estava começando a mostrar "clareza", com Barasso sentindo "Riho seria um bom alicerce para a divisão como a campeã inaugural." O "atletismo, ajustes e ofensiva" da luta de escadas foram destacados como "espetaculares".
Nick Tylwalk do Slam! Esportes classificou o evento em 7,75 de 10. Tylwalk escreveu que o evento provou que a AEW tem "talento suficiente para realizar uma série de lutas altamente divertidas em qualquer grande card", com "várias apresentações importantes" no All Out impulsionadas por uma "multidão estelar e consistentemente engajada" . No entanto, "a AEW ainda não encontrou seu gancho" para se distinguir da WWE. A narrativa também faltou um pouco. Dark Order versus Best Friends foi a pior luta no card principal para Tylwalk, que avaliou em 5 de 10. SoCal Uncensored versus Jurassic Express foi classificado como 7,5, bem como a correspondência da luta triple threat como a segunda correspondência com classificação mais baixa. A correspondência da luta de escadas foi a melhor avaliada em 9,5.

## Depois do evento
Dois dias após o evento, foi relatado pelo Departamento de Polícia de Tallahassee que o cinturão do AEW World Championship foi roubado da limusine de Chris Jericho enquanto ele jantava em uma LongHorn Steakhouse. No dia seguinte, Jericho lançou uma "investigação mundial" em sua conta do Instagram e em todas as contas de mídia social da AEW. Na quarta-feira, no entanto, a Polícia de Tallahassee confirmou que recuperou o cinturão, postando uma foto no Facebook de um de seus oficiais detendo o título. Jericho foi escalado para defender o título contra Cody no Full Gear devido ao recorde de vitórias/derrotas/empates em lutas individuais de Cody.
Em 4 de setembro, a luta originalmente agendada de Kenny Omega e Jon Moxley para All Out foi remarcada para o Full Gear.
Durante a entrevista pós-evento de Adam Page, ele foi interrompido por Pac, que disse que havia retornado à AEW para se vingar de Page. Uma luta entre os dois foi então marcada para o episódio de estreia do novo programa semanal da AEW, Dynamite, em 2 de outubro; uma luta que foi originalmente timha sido agendada para o Double or Nothing.

## Resultados
| Nº                                          | Resultados | Estipulações | Tempo |
| ------------------------------------------- | --- | --- | ----- |
| Pré- show                                   | Nyla Rose venceu eliminando por último Britt Baker                                                                                           | Casino Battle Royale de 21 mulheres A vencedora enfrentaria a vencedora da luta Riho vs. Hikaru Shida pelo AEW Women's World Championship no episódio de estréia do Dynamite | 20:35 |
| Pré- show                                   | Private Party (Isiah Kassidy e Marq Quen) derrotaram Angélico e Jack Evans                                                                   | Luta de duplas | 11:35 |
| 1                                           | SoCal Uncensored (Christopher Daniels, Frankie Kazarian, e Scorpio Sky) derrotaram Jurassic Express (Jungle Boy, Luchasaurus, e Marko Stunt) | Luta de trios | 11:45 |
| 2                                           | Pac derrotou Kenny Omega por submissão técnica                                                                                               | Luta individual | 23:20 |
| 3                                           | Jimmy Havoc derrotou Darby Allin e Joey Janela                                                                                               | Luta three-way Cracker Barrel Clash | 15:00 |
| 4                                           | The Dark Order (Evil Uno e Stu Grayson) derrotaram Best Friends (Chuck Taylor e Trent Beretta)                                               | Luta de duplas Os vencedores avançariam automaticamente para as semi-finais do torneio pelo AEW World Tag Team Championship                                                  | 13:40 |
| 5                                           | Riho derrotou Hikaru Shida | Luta individual A vencedora enfrentaria Nyla Rose (vencedora da Cassino Battle Royale) pelo AEW Women's World Championship no episódio de estréia do Dynamite                | 13:35 |
| 6                                           | Cody (com MJF) derrotou Shawn Spears (com Tully Blanchard)                                                                                   | Luta individual | 16:20 |
| 7                                           | Lucha Brothers (Pentagón Jr. e Rey Fénix) (c) derrotaram The Young Bucks (Matt Jackson e Nick Jackson)                                       | Escalera De La Muerte pelo AAA World Tag Team Championship | 21:00 |
| 8                                           | Chris Jericho derrotou Adam Page | Luta individual pelo AEW World Championship | 26:25 |
| (c) – Refere-se aos campeões antes da luta. | | |       |

### Entradas e eliminações da Casino Battle Royale
Cinco lutadoras começaram a luta. A cada três minutos, mais cinco lutadoras entraram. A 21º e última participante entrou sozinha.
| Naipe   | Participante      | Ordem de Eliminação | Eliminada por                    | Eliminações |
| ------- | ----------------- | ------------------- | -------------------------------- | ----------- |
| Paus    | Shalandra Royal   | 1                   | Nyla Rose                        | 0           |
| Paus    | Leva Bates        | 4                   | Nyla Rose                        | 0           |
| Paus    | Faby Apache       | 2                   | Nyla Rose                        | 0           |
| Paus    | Priscilla Kelly   | 3                   | Nyla Rose                        | 0           |
| Paus    | Nyla Rose         | -                   | Vencedora                        | 10          |
| Ouros   | Penelope Ford     | 7                   | Nyla Rose                        | 0           |
| Ouros   | Shazza McKenzie   | 5                   | Britt Baker                      | 0           |
| Ouros   | Sadie Gibbs       | 17                  | Bea Priestley                    | 1           |
| Ouros   | Big Swole         | 6                   | Nyla Rose                        | 0           |
| Ouros   | Britt Baker       | 20                  | Bea Priestley e Nyla Rose        | 5           |
| Espadas | Tenille Dashwood  | 8                   | Awesome Kong                     | 0           |
| Espadas | Ivelisse          | 9                   | Awesome Kong                     | 0           |
| Espadas | Bea Priestley     | 19                  | Britt Baker                      | 3           |
| Espadas | Brandi Rhodes     | 15                  | Britt Baker e Allie              | 0           |
| Espadas | Awesome Kong      | 12                  | Bea Priestley, Sadie Gibbs e ODB | 2           |
| Copas   | Allie             | 16                  | Nyla Rose                        | 1           |
| Copas   | Nicole Savoy      | 10                  | Nyla Rose                        | 0           |
| Copas   | Teal Piper        | 11                  | ODB                              | 0           |
| Copas   | ODB               | 14                  | Britt Baker                      | 2           |
| Copas   | Jazz              | 13                  | Nyla Rose                        | 0           |
| Coringa | Mercedes Martinez | 18                  | Britt Baker                      | 0           |

↑1 Priestley já estava eliminada quando ela puxou Baker por cima da corda superior, eliminando-a.